# Jean-Baptiste-Étienne Genest
 (janvier 2015).
Si vous disposez d'ouvrages ou d'articles de référence ou si vous connaissez des sites web de qualité traitant du thème abordé ici, merci de compléter l'article en donnant les références utiles à sa vérifiabilité et en les liant à la section « Notes et références ».
Le peintre Jean-Baptiste-Étienne Genest (né en 1722 et mort le 6 mars 1789 à Sèvres) est entré à la Manufacture de Vincennes en 1752. Il fut presque immédiatement nommé chef de l'atelier des couleurs. Il était spécialisé dans la peinture des fleurs et des figures. Il remplaça son prédécesseur, le peintre Hendrick van Hulst, qui fut chef de l'atelier de 1750 à 1753.
Comme chef de l'atelier des couleurs, Genest était chargé de nombreuses activités : la décision sur la décoration de chaque pièce, le contrôle de qualité, la division du travail au sein de l'atelier, etc. De plus, il réalisait des modèles à copier par les peintres et dirigeait une école d'une vingtaine d'élèves peintres. Il était appelé aussi à décorer les pièces les plus importantes de la production.